# Visions of Light
Pour plus de détails, voir Fiche technique et Distribution.
Visions of Light (ou Visions of Light: The Art of Cinematography) est un documentaire réalisé par Arnold Glassman, Todd McCarthy et Stuart Samuels, sorti en 1992. Visions of Light retrace 100 ans de travail de directeur de la photographie, depuis les débuts du cinéma jusqu'à la fin du XXe siècle.
Le documentaire contient des interviews de 27 directeurs de la photographie et des extraits de 125 films.

## Production
Le film est une collaboration entre l'American Film Institute (AFI) et le groupe de radio-télévision japonais Nihon Hōsō Kyōkai (NHK). Il s'inscrit dans la lignée d'Hollywood Mavericks, un documentaire de 1990 sur les réalisateurs, également fruit de la coopération entre l'AFI et NHK.
Vision of Lights résulte de la volonté de la part de l'AFI, après s'être intéressé aux réalisateurs, de mettre en lumière les directeurs de la photographie, dont le rôle n'était pas apprécié à sa juste valeur par l'industrie du cinéma, et dont la contribution au processus de création d'un film était mal connu du grand public. L'apport de NHK au projet a été l'utilisation de la vidéo haute définition, choisie en raison de son ratio plus élevé que le 16 mm qui avait été utilisé pour Hollywood Mavericks, ce qui avait posé des problèmes avec les extraits de films 35 mm : en effet avec la HD, il n'est plus nécessaire de les recadrer ou de les afficher en letterbox.

## Fiche technique
- Titre : Visions of Light: The Art of Cinematography
- Réalisation : Arnold Glassman, Todd McCarthy et Stuart Samuels
- Scénario : Todd McCarthy
- Photographie : Nancy Schreiber
- Montage : Arnold Glassman
- Producteurs : Arnold Glassman, Stuart Samuels, Mariko Hirai, Terry Lawler, Yoshiki Nishimura, Irene Ohno
- Sociétés de production :
  - American Film Institute (AFI) aux États-Unis
  - Nihon Hōsō Kyōkai (NHK) au Japon
- Sociétés de distribution :
  - Kino International (sortie en salles aux États-Unis)
  - City Screen (sortie en salles hors des États-Unis)
  - Public Broadcasting Service (première diffusion télévisée aux États-Unis)
  - Image Entertainment (sortie en vidéo aux États-Unis)
- Genre : documentaire
- Pays d'origine : États-Unis et Japon
- Langue : anglais
- Format : couleurs (avec des extraits en noir et blanc), vidéo haute définition, 1,85:1
- Durée : 92 minutes
- Dates de sortie :
  - 14 mai 1992 : Festival de Cannes
  - 17 septembre 1992 : Festival international du film de Toronto
  - octobre 1992 : Festival international du film de Chicago
  - 24 février 1993 : États-Unis
  - 18 mars 1994 : Australie
  - 15 avril 1994 : Royaume-Uni

## Directeurs de la photographie

### Interviews
Les directeurs de la photographie interviewés sont :
| - Ernest R. Dickerson - Michael Chapman - Allen Daviau - Caleb Deschanel - Lisa Rinzler - Conrad L. Hall - William A. Fraker - John Bailey - Néstor Almendros - Charles Rosher Jr. - Vilmos Zsigmond - Stephen H. Burum - Harry L. Wolf - Charles Lang | - Sven Nykvist - Robert Wise - László Kovács - Haskell Wexler - Vittorio Storaro - John A. Alonzo - Victor J. Kemper - Owen Roizman - Gordon Willis - Bill Butler - Michael Ballhaus - Frederick Elmes - Sandi Sissel |

John Alton était également prévu dans la liste, mais les réalisateurs du film n'ont pas réussi à le contacter, celui-ci s'étant retiré en Europe. Il a fini par être informé de la réalisation de ce film, mais trop tard pour y apparaître. Cette nouvelle l'a néanmoins fait sortir de son exil pour assister à l'avant-première.

### Images d'archive
- James Wong Howe (mort en 1976)
- Gregg Toland (mort en 1948)

## Extraits de film
Parmi les extraits de film présentés dans le documentaire, on compte :

## Bande originale
- Aquarium, tiré du Carnaval des animaux de Camille Saint-Saëns[6]

## Distinctions
Récompenses
- New York Film Critics Circle Awards : meilleur documentaire 1993
- Boston Society of Film Critics Awards : meilleur documentaire 1993
- National Society of Film Critics Awards : meilleur documentaire 1994

Nominations
- ACE Eddie Awards : meilleur montage documentaire 1994 pour Arnold Glassman